# Ogbia
Ogbia ist ein traditionelles Königreich und ein Gebiet der lokalen Regierung des Bundesstaates Bayelsa im Nigerdelta in Nigeria. Der Hauptsitz des traditionellen Königreichs und der lokalen Regierung befindet sich in der Stadt Ogbia.Koordinaten: 5° N, 6° O

## Demographie
Das Königreich Ogbia besteht aus vier Clans: Abureni-Clan, Anyama-Clan, Oloibiri-Clan und Kolo Creek-Clan. Die Menschen in der Stadt Ogbia gehören zum Stamm der Ijaw (Ijo, Izon).
Die Ogbia sprechen die Ogbia-Sprache, einen einzigartigen Ijaw-Dialekt. Die Ogbia, die in der Ogbia-Gemeinde Bayelsa leben, haben enge Verwandtschafts- und Sprachbeziehungen mit den Okoroma in der Nembe-Gemeinde Bayelsa, den Odual in der Abua/Odual-Gemeinde im Bundesstaat Rivers sowie den Ogbogolo in Ahoada-West im Bundesstaat Rivers. Das derzeitige politische Zentrum der Ogbia ist die Stadt Ogbia, die 1972 von der Ogbia-Bruderschaft konzipiert und gegründet wurde. Es dient auch als Hauptsitz der lokalen Regierung.
Die Bewohner des Ogbia-Gebiets sind hauptsächlich Fischer und Bauern. Der ehemalige nigerianische Präsident Goodluck Ebele Jonathan wurde in Otuoke, Ogbia, geboren. Der erste zivile Gouverneur des alten Rivers-Staates, Chief Milford Obiene Okilo, stammte ebenfalls aus Emakalakala oder Amakalakala in Ogbia. Laut Alagoa (2009) stammte König Amakiri, der erste König des modernen Königreichs Kalabari (1669–1757), aus Emakalakala in Ogbia.
Ogbia hat eine Fläche von 695 km² und eine Bevölkerung von über 179.926. Es ist bekannt für seinen historischen Wert für die heutige nigerianische Staatswirtschaft. Rohöl wurde erstmals in Nigeria entdeckt, in Oloibiri Town am Sonntag, 15. Januar 1956. Die Postleitzahl des Gebiets ist 562.

## Politik
Die Führungsstruktur von Ogbia ist ein Beispiel für die erfolgreiche Integration traditioneller und demokratischer Regierungsführung und gewährleistet sowohl den Erhalt der Kultur als auch eine effektive Verwaltung.

### König
Das Königreich Ogbia wird von einem Obanobhan (König) geleitet, derzeit Seiner Königlichen Majestät König Dumaro Charles Owaba, Obanobhan III. Die Königswürde wechselt zwischen den vier Clans und fördert so Inklusivität und Repräsentation. Der nächste Monarch wird vom Kolo-Creek-Clan erwartet. Der Obanobhan erfüllt mehrere wichtige Aufgaben, beispielsweise die Vermittlung zwischen Gemeinschaft und Staat, die Bewahrung der kulturellen Traditionen Ogbias, die Förderung der nationalen Identität, die Förderung der Infrastruktur und der Humankapitalentwicklung, die Beilegung kleinerer Streitigkeiten und die Stabilisierung eines manchmal unzureichenden bürokratischen Systems.

### Gemeinderat von Ogbia
Der Gemeinderat wird von Golden Jeremiah von der People’s Democratic Party (PDP) geleitet, der im April 2024 zum Vorsitzenden gewählt wurde.
Der Rat fungiert als dritte Regierungsebene und konzentriert sich auf effiziente Abläufe in allen 13 Bezirken von Ogbia.  Es bietet wichtige Dienstleistungen, darunter Bildung, Altenpflege, Instandhaltung der Infrastruktur, Abfallwirtschaft und Gemeindeplanung.
Der Rat besteht aus:
- Vorsitzender: Der Geschäftsführer, der die gesamte Verwaltung überwacht.
- Stellvertretender Vorsitzender: Unterstützt den Vorsitzenden bei verschiedenen Aufgaben.
- Kabinett: Diese vom Vorsitzenden ernannte Gruppe verwaltet bestimmte Abteilungen und sorgt für eine wirksame Umsetzung der Politik.
- Ratsmitglieder: Gewählte Vertreter, die als gesetzgebendes Organ fungieren und für die Ausarbeitung und Umsetzung lokaler Gesetze und Richtlinien verantwortlich sind.

Dieses dualistische Führungskonzept schützt nicht nur das reiche kulturelle Erbe Ogbias, sondern erfüllt auch wirksam die praktischen Governance-Anforderungen der Gemeinschaft.

## Klima
In Ogbia ist das Wetter ganzjährig heiß. Die Regenzeit ist warm und bewölkt, die Trockenzeit hingegen heiß und weitgehend klar. Die durchschnittliche Jahrestemperatur liegt zwischen 22 und 30 °C; sie fällt selten unter 18 °C oder steigt selten über 32 °C.

## Bemerkenswerte Persönlichkeiten
Ogbia ist die Heimat mehrerer bedeutender Persönlichkeiten, die bedeutende Beiträge für Nigeria geleistet haben. Diese Personen haben Politik, Regierungsführung und Entwicklung in der Region maßgeblich beeinflusst:
- Goodluck Jonathan (* 1957), nigerianischer Politiker und 14. Präsident Nigerias[20]
- Melford Okilo, nigerianischer Politiker und  Gouverneur des Bundesstaates Rivers
- Clever Ikisikpo, nigerianischer Politiker
- Eruani Azibapu Godbless, Unternehmer und CEO der Azikiel-Gruppe
- König Amalate Johnnie Turner von Opume:[21]
- George Turnah, nigerianischer Politiker[22][23]